# Vlag van Jemeppe-sur-Sambre
De vlag van Jemeppe-sur-Sambre is op 26 oktober 1995 bij raadsbesluit vastgesteld als de vlag van de Naamse gemeente Jemeppe-sur-Sambre. De vlag kan als volgt worden beschreven:
Wit-rood gedeeld door een golvende diagonaal met het gemeentewapen in de broektop
De vlag werd pas op 29 mei 1996 bevestigd door de Franse Gemeenschapsregering. De kleuren zijn ontleend aan het gemeentewapen, dat ook op de vlag is afgebeeld. De golvende baan verwijst naar de ronding van de Samber en een letter "S", voor Solvay.